# Address Boulevard
The Address Boulevard, znany także jako The Address Boulevard Hotel, The Address The BLVD, The Address Boulevard Dubai – 73-piętrowy wieżowiec w rejonie Downtown Dubai w Dubaju w Zjednoczonych Emiratach Arabskich, którego wysokość całkowita wynosi 370 m.
Jego budowę rozpoczęto w 2012 i ukończono w 2017.
Budynek jest zamieszkały do wysokości 275 m.
W budynku mieści się pięciogwiazdkowy hotel dysponujący 196 pokojami i 530 obsługiwanymi przez hotel rezydencjami. Hotel otwarto w marcu 2017.

## Galeria

The Address Boulevard
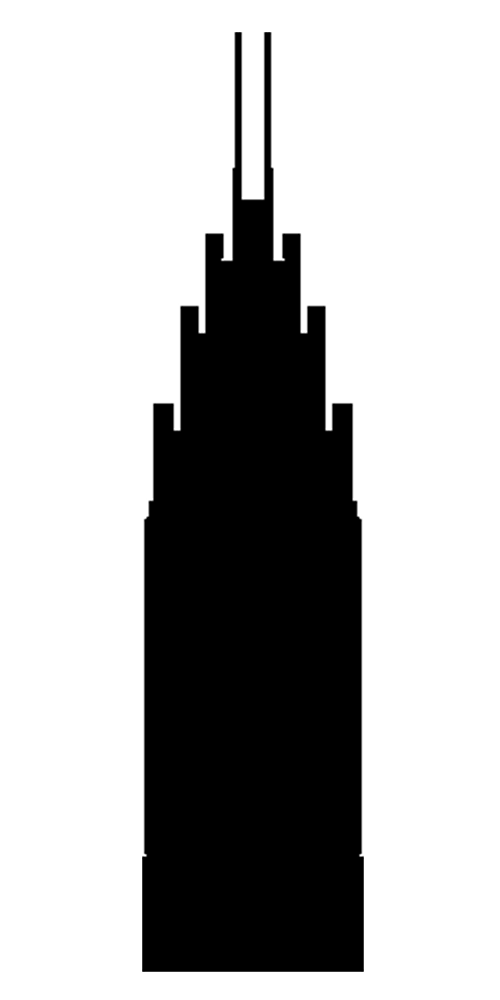
ogólny kształt wieżowca
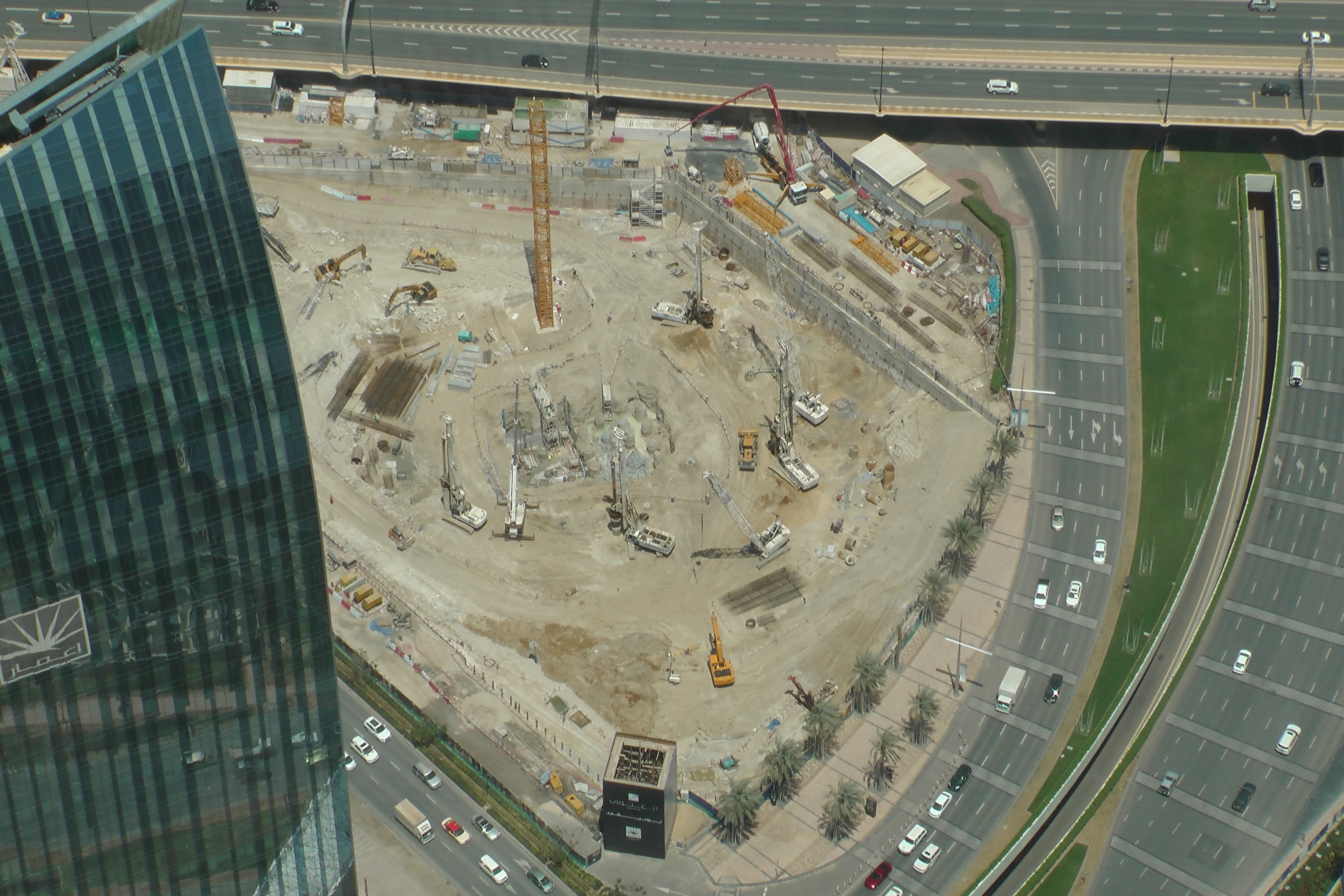
plac budowy 8 kwietnia 2013
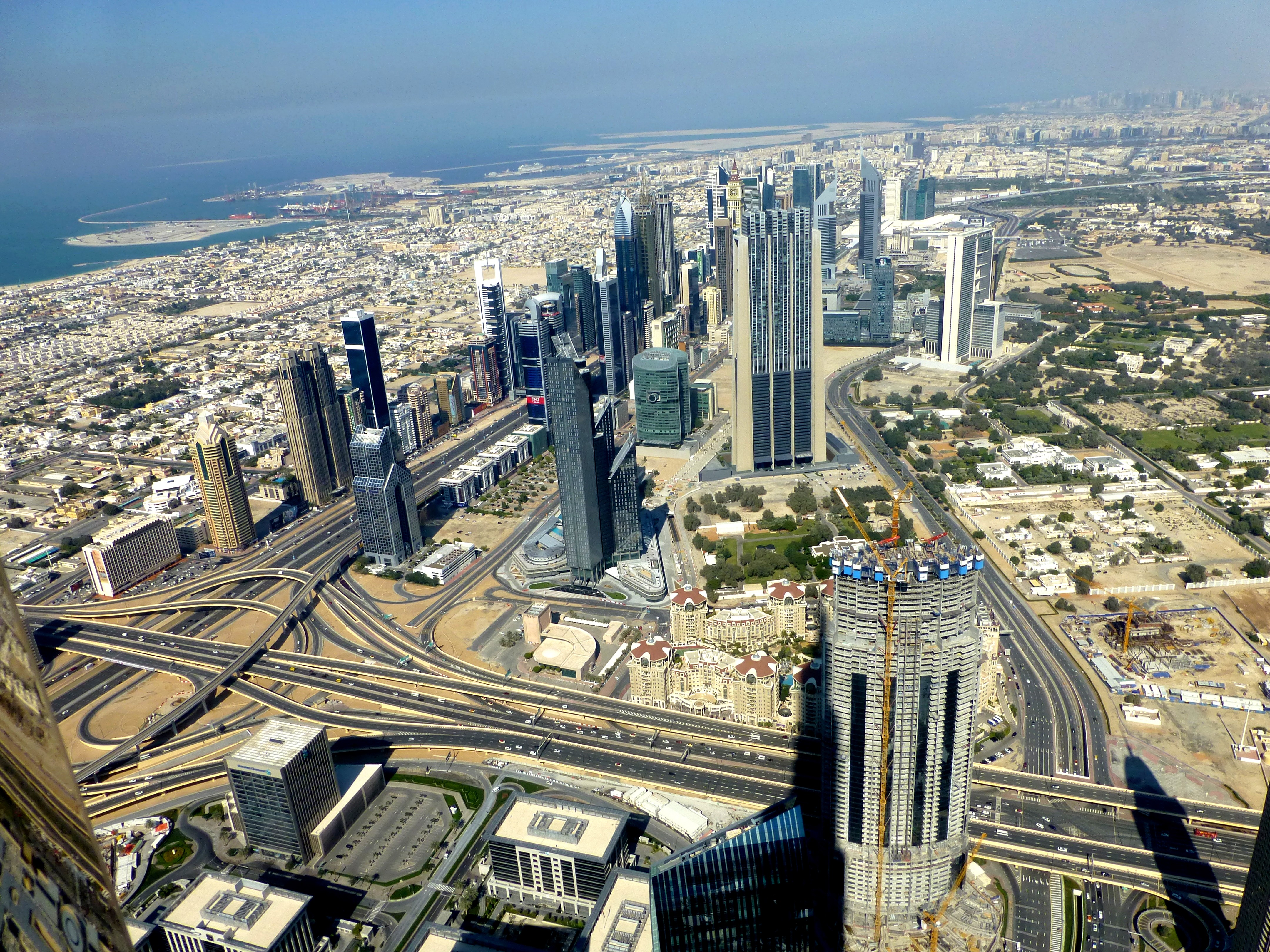
w trakcie budowy 23 stycznia 2015
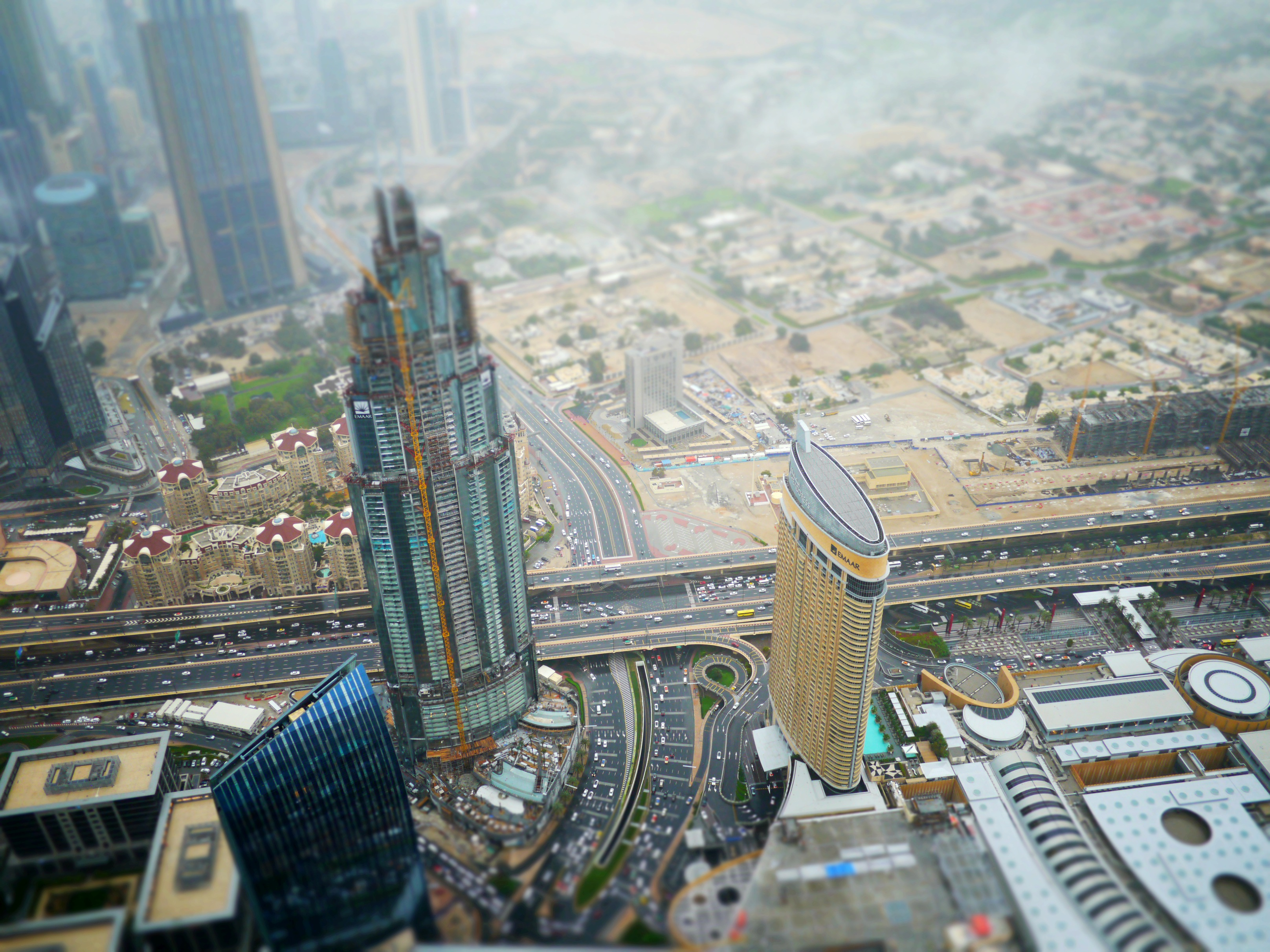
w trakcie budowy 9 marca 2016
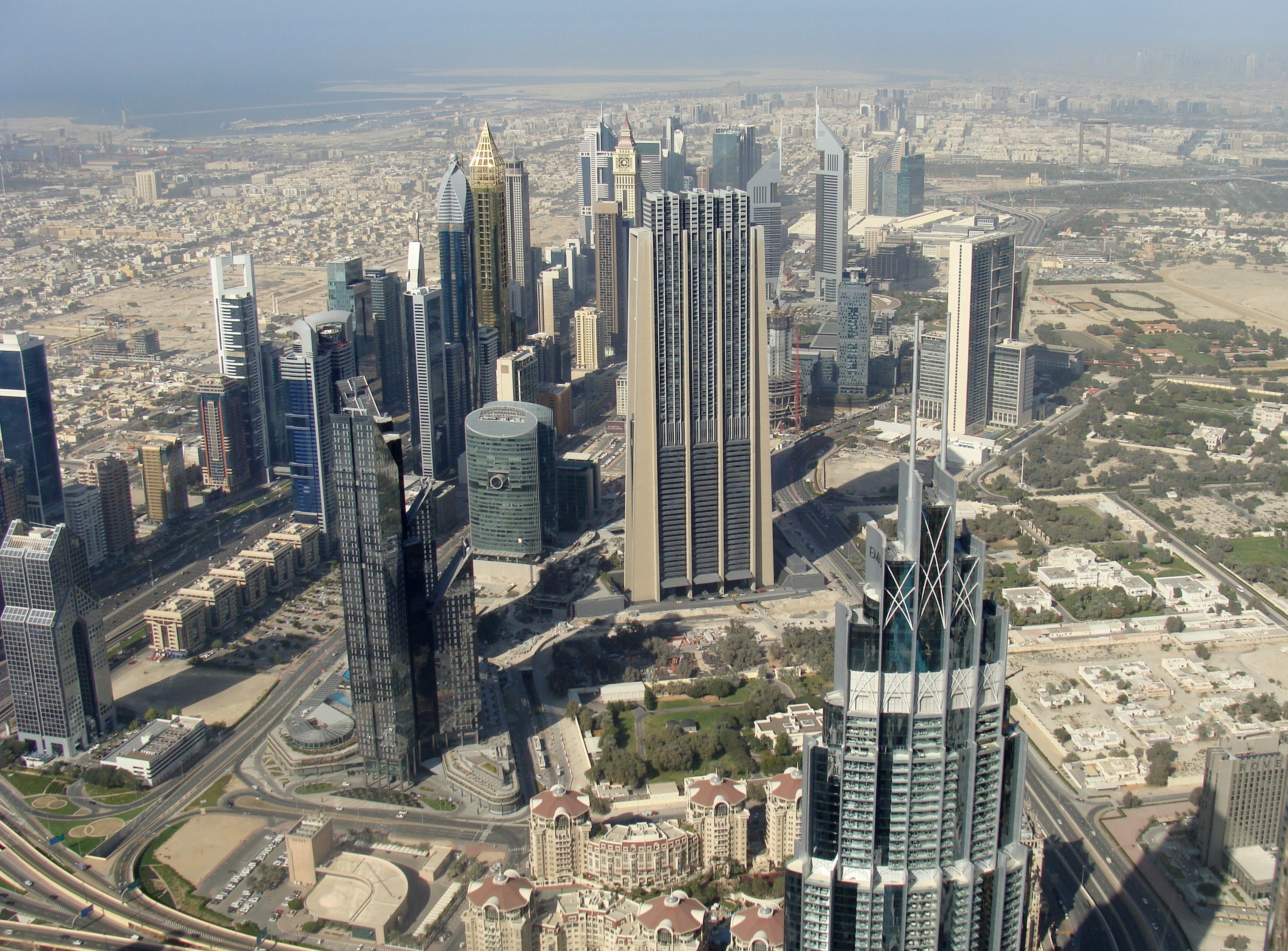
na tle innych wieżowców Dubaju, 2017
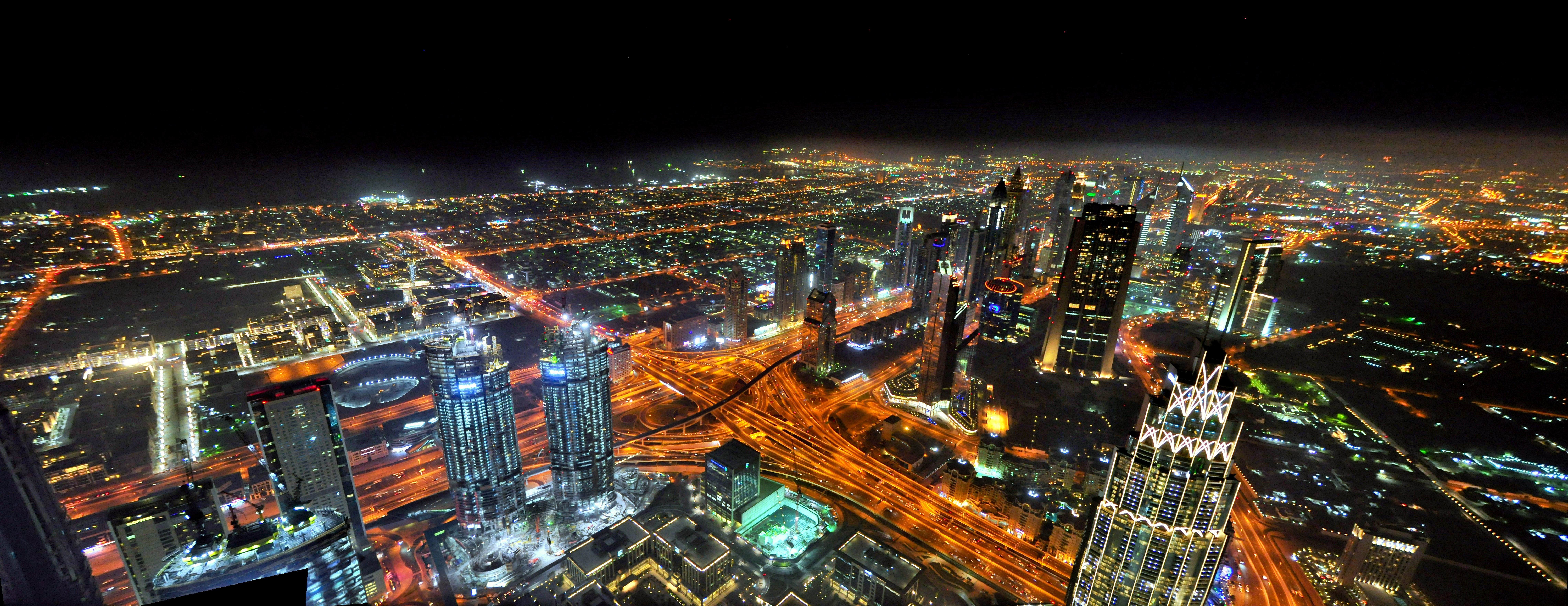
na tle innych wieżowców Dubaju w nocy, 2018